# Harald Stunde
Harald Stunde (* 25. Januarjul. / 6. Februar 1899greg. in Tallinn, Gouvernement Estland; † 28. Februar 1942 bei Porto Alegre, Brasilien) war ein estnischer Flugpionier.

## Leben und Fliegerei
Harald Stunde wurde als Sohn des Lokomotivführers Karl Johann Stunde und dessen Ehefrau Hermine Henriette Stunde (geb. Karre) in der estnischen Hauptstadt geboren.
Als junger Mensch unternahm er eine Reise nach Japan. Stunde nahm dann als Freiwilliger am Estnischen Freiheitskrieg gegen Sowjetrussland (1918–1920) teil. Am 1. September 1919 wurde eine Ausbildungsabteilung für estnische Kampfpiloten geschaffen, der auch Stunde angehörte. Von 1919 bis 1925 war Stunde Flieger der Estnischen Luftwaffe.
Auch als Sportler wurde Harald Stunde bekannt. 1921, 1922 und 1923 wurde er in der Mannschaft von Tallinna Sport estnischer Meister im Bandy.
Am 24. Januar 1926 stürzte eine von Stunde geflogene Junkers F 13 der zivilen estnischen Fluggesellschaft Aeronaut auf dem Flug von Tallinn nach Helsinki ab. Der Gründer und Direktor der Firma, Jakob Tillo, wurde dabei schwer verletzt und starb eine Woche später. Die vier übrigen Passagiere und Pilot Stunde überlebten. Aeronaut hatte das Fluggerät erst wenige Tage vorher erworben. Ein Jahr später wurde die Firma nach Zahlungsschwierigkeiten liquidiert.
Stunde siedelte daraufhin nach Deutschland für eine Anstellung über. Im Frühjahr 1927 emigrierte er nach Lateinamerika. Mit wenig Geld kam er in Argentinien an, fand dort aber keine Arbeit. Schließlich bekam er eine Pilotenstelle in Bolivien. Einige Zeit arbeitete er dort unter schwierigsten Bedingungen. Einen längeren Flug machte Stunde über Chile und Peru nach Los Angeles und weiter nach Chicago.
Von 1930 bis 1932 lebte Stunde erneut in Argentinien. 1932 ging er als Pilot nach Brasilien. Dort avancierte er zu einem der Chefpiloten des brasilianischen Luftverkehrsunternehmens VARIG. 1934 lernte Stunde den brasilianischen Präsidenten Getúlio Vargas in Rio de Janeiro kennen. Auf Vargas’ Rückflug zu seinem 500 Kilometer entfernten Anwesen in Rio Grande do Sul entwickelte sich ein besonderes Vertrauensverhältnis mit dem Piloten Stunde. Stunde wurde fortan Vargas’ persönlicher Chefpilot. Bei den Unruhen 1935 flog Stunde Offiziere des brasilianischen Generalstabs. 1937 half er humanitär nach den großen Überschwemmungen bei Porto Alegre.
Am 19. Juli 1938 war Stunde der erste Este, der mit einer Junkers F 13 mehr als eine Million Flugkilometer zurückgelegt hatte.
Stunde erhielt die brasilianische Staatsangehörigkeit. Sein Haus in Porto Alegre wurde zu einem Treffpunkt der estnischen Auswanderergemeinschaft in Brasilien.
Harald Stunde kam am 28. Februar 1942 bei einem Flugzeugabsturz im Flusstal des Rio Guaíba ums Leben. Die Absturzstelle liegt ca. 2,5 km vom Startflughafen São João von Porto Alegre entfernt. Von den zwanzig Insassen der von Stunde gesteuerten VARIG-Maschine Junkers Ju 52/3m starben sechs.
Stunde hinterließ seine estnischstämmige Ehefrau Alice Petersen (* 1904) und seinen Sohn Tarmo. In Porto Alegre ist die Avenida Comandante Harald Stunde nach ihm benannt.